# چاپ با جوهر خوراکی

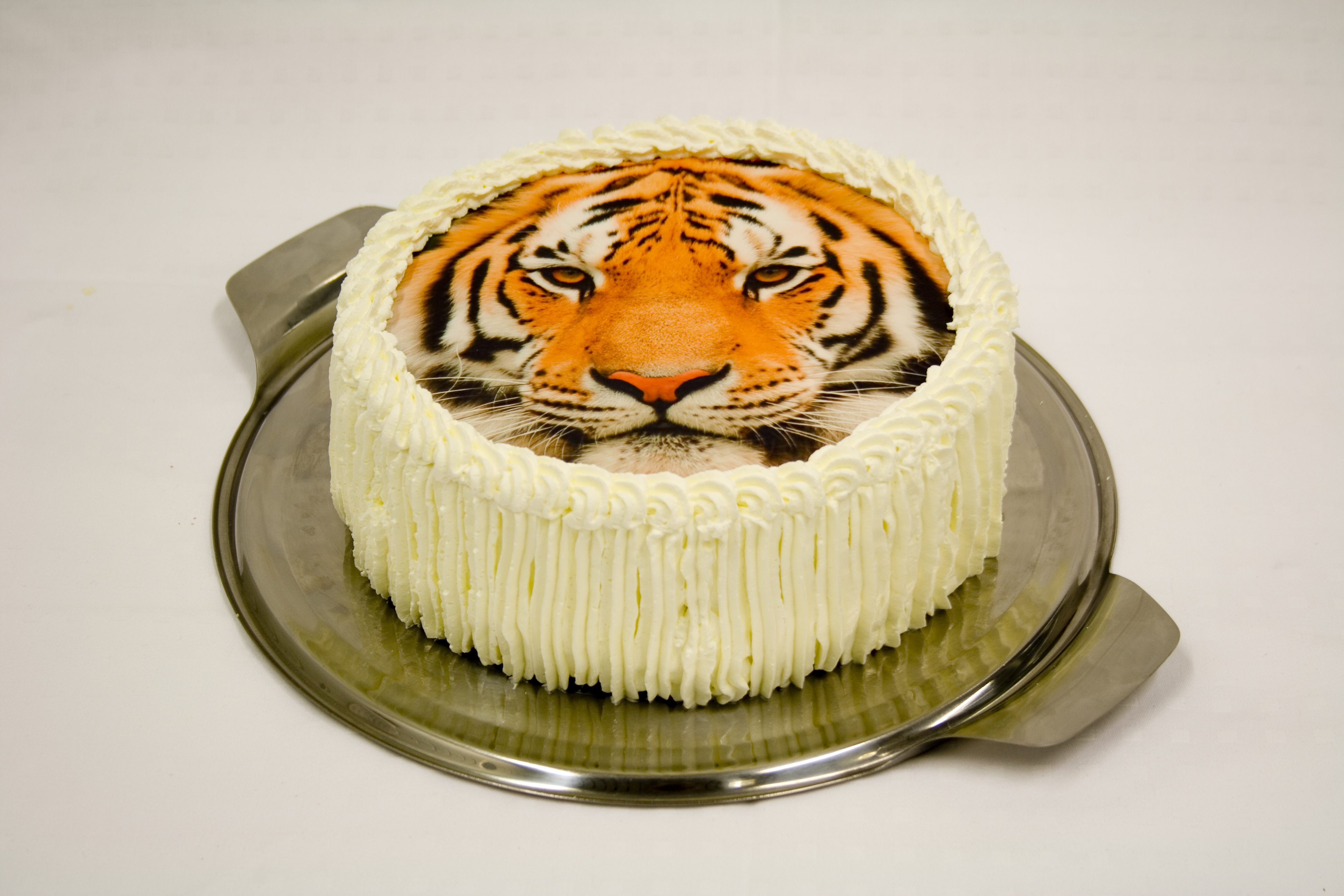
تصویری از یک ببر چاپ شده توسط جوهر خوراکی

چاپ با جوهر خوراکی به روند ایجاد تصاویر از قبل آماده شده با رنگ‌های خوراکی بر روی انواع گوناگون شیرینی‌جات مانند کلوچه، کیک شیرینی گفته می‌شود. در این روش چاپ تصاویر دیجیتالی توسط یک چاپگر بر روی یک کاغذ خوراکی نازک منتقل می‌شوند و سپس این کاغذ بر روی شیرینی یا کیک قرار می‌گیرد. این کاغذ از نشاسته و شکر درست شده و چاپ به‌وسیله رنگ‌های خوراکی صورت می‌گیرد. برخی از تصاویر چاپ شدهٔ خوراکی توسط اداره مواد غذائی و داروئی ایالات متحده آمریکا تأیید شده و به‌طورکلی خوردن آن بی ضرر شناخته شده‌است. این تصاویر کیفیت بالا و شفافیت رنگ را در برابر رطوبت از دست نداده و همچنین رنگ های بکار رفته نیز در اثر رطوبت ثبات خود را از دست نمی‌دهند. در ابتدا چاپ تنها بر روی کاغذ برنج انجام می‌شد اما با پیشرفت این نوع چاپ امروزه می‌توان تصاویر را بر روی برخی مواد دیگر پوششی کیک نیز چاپ کرد.